# Kasirivimab/imdevimab
Kasirivimab a imdevimab (prodávaný také pod značkou REGEN-COV a v Evropské unii jako Ronapreve) je kombinovaný lék používaný k léčbě a k prevenci nemoci covid-19. Skládá se ze dvou lidských monoklonálních protilátek kasirivimabu a imdevimabu, které musí být smíseny. Kombinace dvou protilátek má zabránit redukci efektivity samotného léku. Lék je k dispozici také jako již smísený produkt. Byl vyvinut americkou biotechnologickou společností Regeneron Pharmaceuticals.
Mezi nejčastější nežádoucí účinky patří alergické reakce zahrnující reakce související s infuzí a reakce v místě vpichu.
Tato kombinace látek je v Japonsku, Spojeném království, Evropské unii a Austrálii schválena pro lékařské použití pod obchodním názvem Ronapreve.

## Lékařské použití
V Evropské unii je tato kombinace doporučována k léčbě nemoci covid-19 u osob ve věku 12 let a starších s hmotností alespoň 40 kg, které nepotřebují vedlejší příjem kyslíku a u kterých je výrazně zvýšené riziko závažného průběhu onemocnění. Také je schválena jako prevence nemoci covid-19 u osob ve věku 12 let a starších s hmotností alespoň 40 kg.

## Klinické testy
V klinické studii u lidí s nemocí covid-19 bylo prokázáno, že látky kasirivimab a imdevimab, pokud jsou podávané společně, snižují počet hospitalizací souvisejících s nemocí covid-19 a návštěv pohotovosti u lidí s vysokým rizikem závažnějších projevů onemocnění během 28 dnů po podání ve srovnání s placebem. Bezpečnost a účinnost této zkoumané terapie použité při léčbě covid-19 se nadále vyhodnocuje.
Data podporující povolení k nouzovému použití pro kasirivimab a imdevimab jsou založena na randomizované, dvojitě zaslepené, placebem kontrolované klinické studii u 799 nehospitalizovaných dospělých s mírným až středně závažným průběhem nemoci covid-19. Z těchto účastníků dostalo 266 jednu nitrožilní infuzi 2 400 miligramů kasirivimabu a imdevimabu (1 200 mg od každého), 267 obdrželo 8 000 mg kasirivimabu a imdevimabu (4 000 mg od každého) a 266 dostalo placebo, vždy do tří dnů od zjištění pozitivního testu SARS-CoV-2.
Předem specifikovaný primární cíl studie byla časově závislá průměrná změna virové zátěže od výchozí hodnoty. Snížení virové zátěže u účastníků léčených kasirivimabem a imdevimabem bylo sedmý den větší než u účastníků léčených placebem. Nejdůležitější důkazy o tom, že kasirivimab a imdevimab podávané společně mohou být účinné, však pocházejí z předem definovaného sekundárního cíle klinické studie – počtu návštěv lékařských zařízení souvisejících s onemocněním covid-19, zejména hospitalizací a návštěv pohotovosti do 28 dnů po léčbě. U účastníků s vysokým rizikem těžšího průběhu onemocnění došlo k hospitalizaci nebo návštěvě pohotovosti průměrně u 3 % účastníků léčených kasirivimabem a imdevimabem ve srovnání s 9 % účastníků léčených placebem. Snížení virové zátěže, snížení počtu hospitalizací a návštěv pohotovosti byly podobné u účastníků klinické studie nezávisle na velikosti dávky kasirivimabu a imdevimabu.
Od září 2020 je REGEN-COV hodnocen v rámci RECOVERY Trial a v červnu 2021 byly oznámeny první výsledky výzkumu s důkazy prokazujícími účinnost léčby.

## Nasazení
REGEN-COV se vyrábí ve výrobním závodě společnosti Regeneron v Rensselaeru v New Yorku. V září 2020 začala společnost Regeneron za účelem uvolnění výrobní kapacity pro REGEN-COV přesouvat výrobu svých stávajících produktů z Rensselaeru do irského města Limerick.
Regeneron má uzavřenou smlouvu se společností Roche (Genentech) na výrobu a prodej produktu REGEN-COV mimo Spojené státy.

## Společnost a kultura
Dne 2. října 2020 společnost Regeneron Pharmaceuticals oznámila, že tehdejší americký prezident Donald Trump dostal „jednu dávku 8 gramů REGN-COV2“ po pozitivním testu na SARS-CoV-2. Společnost lék poskytla v reakci na žádost prezidentových lékařů skrze program s názvem Compassionate use (dočasné povolení k použití neschváleného léku mimo klinické testy).
V srpnu 2021 obdržel texaský guvernér Greg Abbott lék REGEN-COV poté, co byl pozitivně testován na covid-19.

### Ekonomika
Dne 12. ledna 2021 vláda Spojených států souhlasila s nákupem 1,25 milionu dávek léku za 2,625 miliardy dolarů (2 100 dolarů za dávku). Dne 14. září bylo za stejnou cenu zakoupeno dalších 1,4 milionu dávek v celkové ceně 2,94 miliardy dolarů.
24. ledna německá vláda nakoupila 200 000 dávek za 400 milionů eur (2 000 eur za jednu dávku).
Dne 25. května oznámily společnosti Roche India a Cipla, že lék bude v Indii dostupný za 59 750 indických rupií za dávku (přibližně 18 000 Kč).
Dne 24. září vyzvala Světová zdravotnická organizace (SZO) výrobce a vlády, aby se zabývali vysokou cenou léku, a vyzvala ke sdílení technologií, které umožní výrobu biologicky podobných léků. SZO také uvedla, že iniciativa Unitaid vyjednává se společností Roche o nižších cenách a spravedlivé distribuci, zejména v zemích s nízkými a středními příjmy.

### Právní status
V listopadu 2021 Výbor pro humánní léčivé přípravky Evropské lékové agentury doporučil registraci léku založeného na kasirivimab/imdevimab (Ronapreve) v Evropské unii pro léčbu a prevenci nemoci covid-19. Společnost, která požádala o povolení použití léku Ronapreve, se jmenuje Roche Registration GmbH. Lék byl schválen pro lékařské použití v Evropské unii v listopadu 2021.

## Výzkum

### Covid-19
Dne 21. listopadu 2020 vydal americký Úřad pro kontrolu potravin a léčiv povolení k nouzovému použití (EUA) pro kasirivimab a imdevimab, které mají být podávány společně k léčbě mírného až středně těžkého onemocnění covid-19 u lidí ve věku od 12 let s tělesnou hmotností minimálně 40 kg a s pozitivním výsledkem testu na SARS-CoV-2 a u těch, kdo jsou vystaveni vysokému riziku, že u nich nemoc bude mít těžký průběh. To zahrnuje i osoby ve věku 65 a více let nebo osoby s určitými chronickými onemocněními. Kasirivimab a imdevimab musí být podávány společně nitrožilní infuzí.
Kasirivimab a imdevimab nejsou povoleny pro lidi, kteří jsou kvůli nemoci covid-19 hospitalizováni nebo potřebují kyslíkovou terapii. Přínos léčby kasirivimabem a imdevimabem nebyl u lidí hospitalizovaných kvůli nemoci covid-19 prokázán. Monoklonální protilátky, jako je kasirivimab a imdevimab, mohou být spojeny s horšími klinickými výsledky, pokud jsou podávány hospitalizovaným lidem s nemocí covid-19 vyžadujícím vysoký průtok kyslíku nebo mechanickou ventilaci. V červnu 2021 bylo povolení EUA revidováno tak, aby bylo možné „neschválený přípravek REGEN-COV jako již smísený přípravek a REGEN-COV dodávaný jako samostatné lahvičky, které mají být podávány společně, použít pro léčbu mírného až středně těžkého onemocnění covid-19 u lidí ve věku 12 let a starších s hmotností alespoň 40 kg, s pozitivním testem na SARS-CoV-2 a těch, u kterých je vysoké riziko, že se vyvine těžký průběh nemoci, a to jako prevence hospitalizace nebo smrti.“
Povolení EUA bylo vydáno společnosti Regeneron Pharmaceuticals, Inc.
Dne 1. února 2021 zahájil Výbor pro humánní léčivé přípravky (CHMP) Evropské lékové agentury (EMA) průběžný přezkum údajů o kombinaci protilátek proti REGN‑COV2, kterou společně vyvíjejí Regeneron Pharmaceuticals, Inc., a F. Hoffman-La Roche, Ltd (Roche), pro léčbu a prevenci covidu-19. V únoru 2021 výbor CHMP dospěl k závěru, že kombinaci, známou také jako REGN-COV2, lze použít k léčbě potvrzené nemoci covid-19 u lidí, kteří nepotřebují doplňkový kyslík a kteří jsou vystaveni vysokému riziku progrese nemoci do závažného průběhu onemocnění covid-19.
Centrální organizace pro kontrolu standardů léčiv v Indii dne 5. května 2021 udělila společnostem Roche (Genentech) a Regeneron povolení k nouzovému použití. Oznámení přišlo ve světle druhé vlny pandemie covidu-19 v Indii. Roche India udržuje partnerství se společností Cipla, což jí tento lék umožňuje v zemi prodávat a distribuovat.
V červenci 2021 americký Úřad pro kontrolu potravin a léčiv přezkoumával povolení k nouzovému použití a povolil nouzové použití produktu jako postexpoziční profylaxi (prevenci) nemoci covid-19 u lidí ve věku 12 let a starších o hmotnosti alespoň 40 kg, kteří jsou vystaveni vysokému riziku progrese nemoci do závažného průběhu. REGEN-COV zůstává nadále schválen pro léčbu mírného až středně těžkého onemocnění covid-19 u lidí ve věku 12 let a starších o hmotnosti alespoň 40 kg s pozitivním testem na SARS-CoV-2, kteří jsou vystaveni vysokému riziku progrese nemoci do těžkého průběhu, jako prevence hospitalizace a úmrtí.
Dne 12. dubna 2021 společnosti Roche a Regeneron oznámily, že klinická studie fáze III REGN-COV 2069 splnila primární i sekundární cílové parametry, snížila riziko infekce o 81 % u neinfikovaných účastníků a zkrátila čas k vypořádání se se symptomy u symptomatických účastníků na jeden týden oproti třem týdnům u účastníků přijímajících placebo.
Dne 16. června 2021 prokázala předběžná forma zotavovací studie úmrtnost sníženou z 30 % na 24 % u pacientů, kteří sami neprodukovali žádné protilátky. Takových bylo 33 % z celkového objemu účastníků.